# Зеферхилс Саут (Флорида)
Зеферхилс Саут (енгл. Zephyrhills South) насељено је место без административног статуса у америчкој савезној држави Флорида.

## Демографија
По попису из 2010. године број становника је 5.276, што је 841 (19,0%) становника више него 2000. године.
| Група             | 2000.         | 2010.         |
| Белци             | 4.193 (94,5%) | 4.831 (91,6%) |
| Афроамериканци    | 33 (0,7%)     | 66 (1,3%)     |
| Азијати           | 16 (0,4%)     | 30 (0,6%)     |
| Хиспаноамериканци | 117 (2,6%)    | 277 (5,3%)    |
| Укупно            | 4.435         | 5.276         |